# Aubrey Manning
Aubrey William George Manning (* 24. April 1930 in Chiswick, London, England; † 20. Oktober 2018) war ein britischer Zoologe mit den Spezialgebieten Populationsgenetik und Verhaltensgenetik sowie ein Wissenschaftsautor. Von 1973 bis 1997 war Professor für Naturgeschichte an der Universität von Edinburgh. Der außeruniversitären Öffentlichkeit in Großbritannien wurde er bekannt aufgrund seiner Fernseh- und Hörfunk-Sendungen für die öffentlich-rechtliche BBC.

## Leben
Aubrey Manning wurde in Chiswick, einem westlichen Stadtteil von London, geboren. Wegen der deutschen Luftangriffe auf London zog seine Familie 1940 – während des Zweiten Weltkriegs – ins ländliche Surrey. In Egham besuchte er Strode’s Grammar School, und – beeinflusst durch einen Biologie-Lehrer seiner Schule – begann er 1948 Zoologie am University College London zu studieren. Im dritten Studienjahr wählte er Entomologie als Schwerpunktfach, beeinflusst durch Vorträge von Konrad Lorenz und Nikolaas Tinbergen im Sommer 1951 wuchs aber kurz vor seinem Abschlussexamen der Interesse an der vergleichenden Verhaltensforschung.
Dank eines Graduiertenstipendiums gelang es ihm bereits Ende 1951, sich der noch im Aufbau befindlichen Arbeitsgruppe von Nikolaas Tinbergen an der University of Oxford anzuschließen und mit einer Doktorarbeit über die Futtersuche von Bienen – speziell Hummeln – betraut zu werden. Sein Forschungsauftrag bestand darin, zu klären, mit Hilfe welcher Reize blühende Pflanzen die sie bestäubenden Bienen anlocken und insbesondere, welche Rolle dabei die sogenannten Saftmale spielen. Manning experimentierte mit zahlreichen, unterschiedlich gestalteten künstlichen Blüten und kam schließlich zu dem Ergebnis, dass die Saftmale Farbkontrastlinien in der Mitte der Blüte bilden und so die Bienen vom Rand der Blüte, auf den sie ursprünglich reagiert hatten, zu ihrem Zentrum locken. Drei Jahre nach Beginn der Experimente erwarb er den Doktor-Grad (D. Phil.).
Parallel zu seinen Experimenten mit Hummeln und anderen Bienen hatte Manning begonnen, gemeinsam mit einer Doktorandin seiner Arbeitsgruppe, seiner späteren Ehefrau Margaret Bastock, das Balzverhalten von Drosophila melanogaster und Drosophila simulans zu analysieren. Von einer gelben melanogaster-Mutante war bekannt, dass deren Männchen weniger erfolgreich um Weibchen warben als nicht-mutierte Individuen, obwohl keine Abweichungen in ihren Körperbau und ihrem Verhalten erkennbar waren. Bei zahlreichen Drosophila-Paaren fertigten beide Ethogramme an, indem sie im Sekundentakt deren Bewegungen notierten und so die Wechselwirkungen zwischen sexueller Erregung des Männchens und der ihn stimulierenden Verhaltensweisen des Weibchens beschreiben konnten. Sie entdeckten u. a., dass es eine bestimmte Abfolge von Verhaltensweisen der Männchen gegenüber dem Weibchen gibt, die jedoch unterbrochen werden kann; auch können einzelne Elemente dieser Abfolge mehrfach wiederholt werden. Die Anfang 1955 aus ihren Beobachtungen resultierende Veröffentlichung, The Courtship of Drosophila melanogaster, war eine der ersten verhaltensbiologischen Facharbeiten zum Verhalten von Drosophila und trug wesentlich dazu bei, dass Manning sich von da an vor allem mit der Verhaltensgenetik dieser Gattung befasste. Nach seinem Doktor-Examen leistete er jedoch zunächst bis September 1956 seinen Militärdienst bei einem der NATO unterstellten Truppenteil der Royal Artillery in Deutschland ab.
Auf Vermittlung von J. B. S. Haldane, mit dem Manning seit seiner Studienzeit am University College London in Kontakt geblieben war, wurde ihm nach seiner Rückkehr ins Zivilleben eine Stelle als wissenschaftlicher Mitarbeiter (assistant lecturer) an der Universität von Edinburgh angeboten. Er nahm das Angebot an und blieb bis zum Ende seiner akademischen Laufbahn in Edinburgh. Er nahm seine Forschung an Drosophila wieder auf und wies nach, dass das Balzverhalten der Männchen in erheblichem Maße durch die Weibchen bestimmt wird: Es gelang ihm, Weibchen der insgesamt träger agierenden Art Drosophila simulans mit Männchen der agileren Drosophila melanogaster in Balzstimmung zu bringen, mit der Folge, dass die melanogster-Männchen sich ebenfalls weniger hektisch bewegten. Daraus konnte überdies geschlossen werden, dass die Verhaltensweisen der Männchen beider eng verwandten Schwesterarten sich im Verlauf der Artbildung kaum verändert hatten, vielmehr konnte ihr unterschiedliches Balzverhalten als bloße Reaktion auf die veränderten Stimuli der Weibchen interpretiert werden.
In Edinburgh begann er u. a., im Wege der disruptiven Selektion zwei neue Drosophila-Zuchtlinien zu etablieren, indem er zum einen die jeweils besonders rasch sich paarenden Fliegen von Generation zu Generation weiterzüchtete, zum anderen die besonders zögerlich sich paarenden Fliegen (und als drittes ein Kontrollgruppe ohne Selektion) – eine Vorgehen, das aufgrund der Generationenfolge von rund 14 Tagen rasch zu beobachtbaren Resultaten führen kann. Neben zahlreichen Studien an diversen von ihm etablierten Drosophila-Zuchtlinien arbeitete er in den 1960er-Jahren an seinem erstmals 1967 publiziertes Lehrbuch An Introduction to Animal Behavior, das zuletzt 2012 in 6. überarbeiteter Auflage veröffentlicht wurde und zum Zeitpunkt seiner Erstveröffentlichung das erste einführende Werk ins Gebiet der Verhaltensforschung in englischer Sprache war. Ergänzend wurde eine preiswerte Fassung zum Einsatz in Entwicklungsländern produziert.
Ab den späten 1960er-Jahren engagierte Manning sich zunehmend in der beginnenden britischen Umweltbewegung, Jahrzehnte lang insbesondere im Scottish Wildlife Trust, dessen Präsident er von 1990 bis 1996 war. Ferner war er von 2004 bis 2010 Präsident des Abberley and Malvern Hills Geopark und von 2005 bis 2010 Präsident der britischen Naturschutz-Dachorganisation The Wildlife Trusts. Im Rahmen dieses Engagements setzte er sich auch für den weltweit verbesserten Zugang zu den Methoden der Geburtenkontrolle ein.
Nach seiner Pensionierung moderierte er u. a. die Fernseh-Wissenschaftssendungen Earth Story auf BBC Two (1998) und Talking Landscapes auf BBC Four (2001) sowie The Rules of Life auf BBC Radio 4 (2005).
Von 1959 bis zu deren Tod im Jahr 1982 war Manning verheiratet mit der Zoologin Margaret Bastock. Er hinterließ seine zweite Ehefrau, die Kinderpsychotherapeutin Joan Herrman, die er 1985 geheiratet hatte, sowie drei Söhne.

## Ehrungen
- 1973 wurde er zum Mitglied der Royal Society of Edinburgh gewählt
- 1998 wurde er zum Offizier (OBE) des Order of the British Empire ernannt.
- 2003 wurde ihm die Silbermedaille der Zoological Society of London verliehen.

## Schriften in deutscher Sprache
- Verhaltensforschung. Eine Einführung. Übersetzt von Günter Ehret. Springer, Berlin, Heidelberg, New York 1979, ISBN 978-3-540-09643-6.

## Belege
1. 1 2  Aubrey Manning obituary. Auf: theguardian.com vom 11. November 2018, zuletzt abgerufen am 10. April 2022.
2. ↑  Obituary. Aubrey Manning, zoologist and broadcaster. Auf: heraldscotland.com vom 2. November 2018.
3. ↑  Aubrey Manning: The Ontogeny of an Ethologist. In: Donald A. Dewsbury: Studying Animal Behavior. Autobiographies of the Founders. Chicago University Press, Chicago und London 1985, ISBN 978-0-226-14410-8, S. 288–313, hier: S. 289–290.
4. ↑  Aubrey Manning: The Effect of Honey-Guides. In: Behaviour. Band 9, Nr. 1, 1956, S. 114–139, doi:10.1163/156853956X00273. 
 Aubrey Manning: Some Aspects of the Foraging Behaviour of Bumble-Bees. In: Behaviour. Band 9, Nr. 1, 1956, S. 164–200, doi:10.1163/156853956X00291.
5. ↑  Margaret Bastock und Aubrey Manning: The Courtship of Drosophila melanogaster. In: Behaviour. Band 8, Nr. 1, 1955, S. 85–110, doi:10.1163/156853955X00184.
6. ↑   Aubrey Manning: The Sexual Behaviour of Two Sibling Drosophila Species. In: Behaviour. Band 15, Nr. 1–2, 1960, S. 123–145, doi:10.1163/156853960X00133.
7. ↑  Aubrey Manning: The effects of artificial selection for mating speed in Drosophila melanogaster. In: Animal Behaviour. Band 9, Nr. 1–2, 1961, S. 82–92, doi:10.1016/0003-3472(61)90054-9.
8. ↑   Aubrey Manning: Drosophila and the evolution of behaviour. In: Viewpoints in Biology. Band 4, 1965, S. 125–169.
9. ↑  Aubrey Manning: An Introduction to Animal Behavior. 6. Auflage. Cambridge University Press, Cambridge 2012, ISBN 978-0-521-16514-3 (1. Auflage 1967, erschienen bei Addison-Wesley).
10. ↑   Aubrey Manning, The Ontogeny of an Ethologist, S. 303.
11. ↑  Aubrey Manning: A lifetime in conservation. Auf: scottishwildlifetrust.org.uk vom 23. Oktober 2018, zuletzt abgerufen am 10. April 2022.
12. ↑  Professor Aubrey Manning (1930–2018). Auf: geopark.org.uk, zuletzt abgerufen am 10. April 2022.
13. ↑  Professor Aubrey Manning OBE – a tribute from The Wildlife Trusts. Auf: wildlifetrusts.org, zuletzt abgerufen am 10. April 2022.
14. ↑  Professor Aubrey Manning, zoologist and population campaigner who enthralled students as well as television audiences – obituary. Auf: telegraph.co.uk vom 26. Oktober 2018.
 populationmatters.org: Patrons. (Memento vom 25. Juni 2014 im Internet Archive)

| Personendaten    | Personendaten                             |
| ---------------- | ----------------------------------------- |
| NAME             | Manning, Aubrey                           |
| ALTERNATIVNAMEN  | Manning, Aubrey William George            |
| KURZBESCHREIBUNG | britischer Zoologe und Wissenschaftsautor |
| GEBURTSDATUM     | 24. April 1930                            |
| GEBURTSORT       | Chiswick, London, England                 |
| STERBEDATUM      | 20. Oktober 2018                          |